# Do You Remember
"Do You Remember" ( Você se Lembra) é o segundo single do cantor britânico Jay Sean, para o seu álbum americano de estreia, All or Nothing. A canção inclui a participação de Sean Paul e de Lil Jon. O lançamento ocorreu em 3 de Novembro de 2009.